# Mydaea pallida
Mydaea pallida är en tvåvingeart som först beskrevs av Stein 1914.  Mydaea pallida ingår i släktet Mydaea och familjen husflugor.
Artens utbredningsområde är Kenya. Inga underarter finns listade i Catalogue of Life.